# Idridgehay and Alton
Idridgehay and Alton est une paroisse civile du Derbyshire, en Angleterre.